# Rhododendron 'Normandy'
Rhododendron 'Normandy' — сорт вечнозелёных рододендронов.

## Биологическое описание
Кустарник с широко разветвлённой кроной. В возрасте 15 лет высота растений около 1,5 м.
Листья эллиптические, остроконечные, 125×55 мм, оливково-зелёные, матовые. Сохраняются 2 года.
Соцветия округлые, несут до 17 цветков.
Цветки 45×70 мм, воронковидные, 5—6 лепестковые, яркие, пурпурно-розовые с оранжевыми пятнами.
Среднего срока цветения.

## В культуре
Выдерживает понижения температуры до −29°С.